# Hertogdom Lotharingen
Het hertogdom Lotharingen was sinds de tiende eeuw een van de vijf stamhertogdommen, naast het stamhertogdom Saksen, het hertogdom Franken, het hertogdom Zwaben en het hertogdom Beieren binnen het Heilige Roomse Rijk. Het hertogdom Lotharingen omvatte een groot deel van de Nederlanden.
In 959 splitste het hertogdom van de Moezel zich af. Het resterende hertogdom, in de latere geschiedschrijving als Neder-Lotharingen aangeduid, verloor gaandeweg iedere werkelijke territoriale macht, totdat het in 1190 opgeheven werd.
Nadat René van Anjou in 1431 het hertogdom van de Moezel had verworven, voerde hij opnieuw de naam hertogdom Lotharingen in. In de geschiedschrijving wordt dit hertogdom ter onderscheiding Opper-Lotharingen genoemd. In de loop der tijd beperkte dit zich tot het huidige Lotharingen. Het hertogdom werd in 1766 ingelijfd bij  het koninkrijk Frankrijk.

## Koninkrijk Lotharingen als Frankisch deelrijk
Lotharingen ontstond uit Midden-Francië, dat was gecreëerd door de verdeling van het rijk van Karel de Grote na de dood van zijn opvolger en zoon Lodewijk de Vrome bij het Verdrag van Verdun in 843. Midden-Francië, dat zich uitstrekte van de Noordzee tot Italië, werd toegewezen aan de oudste zoon, Lotharius I, die ook de keizerskroon kreeg.
In 855 deelden de drie zoons van Lotharius dit Karolingische middenrijk verder op in het Verdrag van Prüm, waarbij het meest noordelijke deel als koninkrijk toeviel aan Lotharius II (855-869). Dit gebied werd "Regnum Hlotharii" genoemd, oftewel koninkrijk Lotharingen naar de naam van de koning.
Het koninkrijk Lotharingen op de kaart:
- Huidige kaart. Grosso modo omvatte dit gebied het noordoosten van Frankrijk inclusief de Elzas, alsook het gebied van de Nederlanden tussen Schelde en Rijn, dus zonder het graafschap Vlaanderen, alsook het westelijk deel van Duitsland met Oost-Friesland, de streken van Aken, Keulen, Koblenz en Trier.
- Frankische kaart. Het koninkrijk Lotharingen was de voortzetting van het stamland van de dynastie der Karolingers, het oude Austrasië met de Pippinische paleizen en invloedssferen langs de rivieren Maas, Moezel en Rijn.
- Romeinse kaart. Het koninkrijk Lotharingen bouwde verder op de Romeinse provincies Germania Inferior met Keulen, Tongeren en Nijmegen; Germania Superior met Straatsburg; Belgica Prima met de 4 civitates Trier, Metz, Toul en Verdun; van Belgica Secunda is hier sprake van slechts 1 van de 8 civitates, namelijk Kamerijk (civitas Camaracensium of civitas Nerviorum). De Scheldegrens is namelijk een typisch Karolingische grens en geen Romeinse grens.
Lotharius' II kinderloze huwelijk domineerde zijn politiek. Zijn scheiding en zijn buitenechtelijke kinderen werden niet erkend door paus Nicolaas I. Na zijn dood werd Lotharingen geannexeerd door zijn oom, de West-Frankische koning Karel de Kale. Van 870 tot 880 werd het koninkrijk Lotharingen kort gesplitst in een westelijk en oostelijk deel. In het verdrag van Meerssen (870) tussen zijn ooms Karel en Lodewijk de Duitser werd Lotharingen verdeeld tussen West- en Oost-Francië. Zijn broer, koning Lodewijk II van Italië, gebonden door beleg van het emiraat Bari, bezig met het heroveren van islamitische veroveringen, kon dit niet tegenhouden. Na de dood van Karel de Kale viel de Oost-Frankische Lodewijk III de Jonge West-Francië binnen. Zijn neven Lodewijk III van Frankrijk en Karloman van Frankrijk sloten het Verdrag van Ribemont (880) en schonken Lodewijk III hun deel van Lotharingen.
Zijn broer Karel III de Dikke werd de laatste heerser van gehele Frankische Rijk, na de dood van zijn broers en neven. In 887 werd hij afgezet door Arnulf van Karinthië, de buitenechtelijke zoon van zijn broer Karloman van Beieren. Odo I van Frankrijk werd de eerste koning uit het huis van Robertijnen en sterke man in West-Francië, en dus de eerste niet-Karolinger in het Frankische rijk (tijdelijk in West-Francië).
De Oost-Frankische koning Arnulf gaf Lotharingen in 895 als koninkrijk aan zijn buitenechtelijke zoon Zwentibold (895-900), ondanks de geboorte in 893 van een wettige opvolger, zijn halfbroer Lodewijk IV het Kind. Zwentibold kende verschillende conflicten met de Lotharingse adelen. Hij confisqueerde de graafschappen van Gerard van de Metzgau en zijn broer Matfried (van het geslacht der Matfriedingers) in 896 en ontsloeg in 898 graaf Reinier I van Henegouwen (Huis der Reiniers) als raadgever. Reinier was de zoon van de geschaakte Ermengarde (ca. 828-849), dochter van keizer Lotharius I en Giselbert I van Maasgouw. Na de dood van zijn vader in 899 en het aanstellen van de zeer jonge koning Lodewijk, verloor Zwentibold invloed. Hij vond de dood in 900 in de strijd tegen Matfried en Gerard. Met de dood van Zwentibold stierf de directe afstamming van keizer Lotharius I uit. Gerard trouwde met de weduwe van Zwentibold, Oda van Saksen, in een poging de macht te verwerven als hertog. Hun kleinzoon Godfried van Neder-Lotharingen werd later de eerste hertog van Neder-Lotharingen.

## Koninkrijk Lotharingen wordt hertogdom Lotharingen
Lodewijk IV het Kind van Oost-Francië benoemde Gebhard van Lotharingen uit het huis Konradijnen tot hertog van Lotharingen (903-910). Na de dood van Gebhard nam Reinier I van Henegouwen zijn positie waar.
Na de dood van Lodewijk, de laatste Karolinger in Oost-Francië, in 911, weigerde de Lotharingse adel onder leiding van Reinier, de konradijn Koenraad I van Franken van de nieuwe dynastie van Franconië in Oost-Francië te erkennen als hun koning. De Lotharingse edelen wilden liever een Karolinger (en dus zwakke koning). De edelen riepen de West-Frankische koning en Karolinger Karel de Eenvoudige uit tot koning van Lotharingen (rex Lothariensium) in 911, wat Karel bleef tot in 923.
De politiek zwakke Karel de Eenvoudige had het hard te verduren tegen de lokale graven in zijn 2 koninkrijken: West-Francië en Lotharingen, maar ook tegenover binnenvallende Vikingen en Hongaren. Onder andere in 911 sloot Karel de Eenvoudige een akkoord met de Vikingkoning Rollo en schonk hem het hertogdom Normandië.  Hij, die zichzelf graag 'rex Francorum' noemde, zag het nog groter; zijn droom om er nog eens Oost-Francië erbij te nemen, kon hij militair niet realiseren omwille van de te eigenzinnige lokale graven. In 922 kwam de adel tegen hem in opstand en kozen de robertijn Robert van Bourgondië als tegenkoning. Er kwam een veldslag tussen Karel en Robert, waarbij Robert het leven verloor. Karel werd door Herbert II van Vermandois (een zwager van de dode koning Robert) gevangengenomen en opgesloten in Péronne (Somme). Karels vrouw Eadgifu vluchtte met haar zoon naar haar familie in Engeland. Robert werd opgevolgd door zijn schoonzoon Rudolf van Frankrijk
Toen Giselbert II van Maasgouw, zoon van Reinier, niet werd aangewezen tot hertog, liep hij over naar koning Hendrik de Vogelaar (919–936) van Oost-Francië, de eerste Duitse koning van de Liudolfingen of ook wel van het Saksische huis

## Lotharingen als hertogdom binnen het Heilige Roomse Rijk
De onrust en het machtsvacuüm in het West-Frankische koninkrijk gaf de koning van Oost-Francië, Hendrik de Vogelaar, de kans Lotharingen te veroveren met enkele veldslagen. In 924 erkende Giselbert II, Hendrik als koning, eind 925 erkende de rest van de Lotharingse adel Hendrik als hun koning. In 925 werd de Elzas op bevel van de Hendrik afgescheiden van Lotharingen en overgeheveld naar het hertogdom Zwaben, Lotharingen werd een deel van Oost-Francië. 
In 928 trouwde Giselbert II met de dochter van Hendrik, Gerberga van Saksen en kreeg de titel van hertog van Lotharingen.
De opvolging in 936 door Otto I betekende een breuk met het verleden. Otto deelde het rijk niet met zijn broers, zoals gebruikelijk en hij was niet de eerste onder gelijken, maar behandelde de gezagdragers als onderdanen, zij moesten door hem worden beëdigd. Giselbert kwam samen met de jongere broer van Otto, Hendrik I van Beieren en Everhard III van Franken, de jongere broer van wijlen koning Koenraad I van Franken in opstand. Tijdens de Slag bij Andernach (939) sneuvelde Giselbert en Everhard.
In hetzelfde jaar 936 kwam Lodewijk van Overzee in West-Francië aan de macht. Lodewijk was een compromisfiguur tussen Herbert II van Vermandois en zijn neef Hugo de Grote. Lodewijk had goede papieren, hij was de zoon van Karel de Eenvoudige, een Karolinger en via zijn moeder had hij familiebanden met Otto I en Hugo de Grote. Na de dood van Giselbert huwde Lodewijk met zijn weduwe, Gerberga van Saksen, de zus van Otto I en eiste Lotharingen op. Otto, die zich verzoend had met zijn broer Hendrik, had hem reeds als hertog geïnstalleerd. (939-940). Hendrik werd echter door de edelen niet aanvaard. Intussen had Otto I een leger gestuurd richting West-Francië. Met het verdrag van Wezet (942) zag Lodewijk af van zijn verdere aanspraak op Lotharingen. Hendrik werd vervangen door Otto van Verdun (942-944) voogd over Hendrik, de zoon van Giselbert II van de Maasgouw.
Na de dood van Otto van Verdun werd de hoveling Koenraad de Rode (944-953) uit Franconië aangesteld tot hertog van Lotharingen. Koenraad trouwde in 947 met Otto's dochter, Liutgard van Saksen. Na een opstand tegen Otto, verzoende hij zich, maar verloor zijn titel.

## Splitsing van het oorspronkelijke hertogdom
Otto I wenste orde op zaken te stellen met al zijn opstandelingen in het Hertogdom Lotharingen en benoemde daarom in 953 zijn broer Bruno de Grote (953-959), de aartsbisschop van Keulen, tot hertog. Hij was de laatste hertog van het ongedeelde Lotharingen want nog tijdens zijn bewind stelde Bruno twee vice-hertogen aan voor Opper- en Neder-Lotharingen, waarmee hij de feitelijke splitsing inluidde in 959. Godfried van Neder-Lotharingen, zoon van paltsgraaf Godfried van Gulik, werd de eerste hertog van het hertogdom Neder-Lotharingen, het noordelijk deel. Bruno, was nog leermeester geweest van Godfried.
Het zuidelijk deel werd het hertogdom Opper-Lotharingen met Frederik I als hertog. Frederik was gehuwd met Beatrix Capet, zus van de latere koning van West-Francië Hugo Capet. Dit (deel)hertogdom kwam kerkelijk overeen met de kerkprovincie van het aartsbisdom Trier, met als suffragaan bisdommen Verdun, Metz en Toul.
Na de dood Godfried van Neder-Lotharingen (964) werd de titel voorlopig niet ingevuld. Keizer Otto II benoemde in 977 zijn neef Karel, de ambitieuze en verbannen broer van de West-Frankische koning, de Karolinger Lotharius van Frankrijk, tot hertog. Dit (deel)hertogdom bleef men aanvankelijk Lotharingen noemen, ter onderscheiding in de geschiedschrijving ook Neder-Lotharingen. Neder-Lotharingen komt kerkelijk overeen met de kerkprovincie van het aartsbisdom Keulen, met als suffragaan-bisdommen Kamerijk, Luik en Utrecht.
Keizer Otto III benoemde als dank voor zijn steun in 985 Herman van Lotharingen tot paltsgraaf.
Na het verdwijnen van Neder-Lotharingen kwam het hertogdom van de Moezel tijdens de 15e eeuw aan de hertogen van Anjou, waarna de naam Lorreinen (Frans: Lorraine) in voege kwam.